# Pecarikan
Pecarikan is een bestuurslaag in het regentschap Kebumen van de provincie Midden-Java, Indonesië. Pecarikan telt 857 inwoners (volkstelling 2010).